# Gonerilda
Gonerilda es un personaje de ficción de la obra de teatro El rey Lear, de William Shakespeare. Es la primogénita y la hija mayor del rey Lear. Junto con Regania, Gonerilda es considerada una villana, obsesionada con el poder y derrocando a su anciano padre como gobernante del reino de Gran Bretaña.
Shakespeare basó el personaje en Gonorilla, un personaje descrito por Geoffrey de Monmouth en su crónica pseudohistórica Historia regum Britanniæ como la mayor de las tres hijas del rey Lear británico, junto a Regania y Cordelia (la fuente de Cordelia) y la madre de Marganus.

## Papel en la obra
Gonerilda es la hija mayor del rey Lear y está casada con el duque de Albania. También es uno de los principales villanos de la obra. En la primera escena, su padre le pide a cada una de sus hijas que le profesen su amor para recibir su porción del reino. El discurso de Gonerilda, aunque halagador, no es genuino ya que solo desea acumular poder.
Después de que Lear destierra a su hija menor, Cordelia, por no halagarlo, como lo hicieron Gonerilda y Regania, Lear decide que pasará la mitad del año en el castillo de Gonerilda y la otra mitad en la de Regania. Debido a que Gonerilda no se preocupa realmente por su anciano padre, ella instruye a sus sirvientes para que lo descuiden, y que él se sienta lo suficientemente frustrado como para confrontarla y luego se vaya. Cree que su padre es un viejo loco y que "los viejos tontos vuelven a ser bebés" (1.3.20) y debe ser aclarado con reprimendas y halagos. Cuando Lear llega al castillo de Gonerilda con 100 caballeros que continúan con un desenfreno ruidoso, ella exige que su padre envíe a algunos y solo retenga a los que tienen modales. Lear estalla de ira y parte hacia el castillo de Regania.
Durante el segundo acto, Gonerilda se encuentra con Regania y Lear en la casa del conde de Gloucester, donde apoya a su hermana contra su padre, lo que hace que Lear se enfurezca y se precipite en una tormenta eléctrica. Gonerilda y Regania ordenan que se cierren las puertas de Lear.
En el tercer acto, después de enterarse de que el conde de Gloucester ayudó a Lear a escapar a Dover para reunirse con un ejército francés invasor, Gonerilda sugiere que el duque de Cornualles le saque los ojos al conde de Gloucester. Gonerilda tiene un interés romántico en Edmundo, considerándolo más varonil que su cobarde esposo. El duque de Albania siente repulsión por las acciones de Gonerilda y la denuncia, pero ella cuestiona su hombría.
En el acto final de la obra, mientras las fuerzas británicas luchan con el ejército francés (liderado por Cordelia), Gonerilda descubre que Regania está persiguiendo a Edmundo, por lo que la envenena fuera del escenario para asegurarse de que Regania no se case con él. Después de que Regania muere, Gonerilda se suicida. Hay poca explicación para su suicidio, ya que no parece característico de la mujer egoísta que se presenta a lo largo de la obra, pero se da a entender que la causa de su suicidio es una mezcla de la frustración de sus planes y su confesión de haber envenenado a Regania.

## Análisis
Gonerilda es cruel y engañosa. El primer ejemplo de sus tendencias engañosas ocurre en el primer acto. Sin un heredero varón, Lear está dispuesto a dividir su reino entre sus tres hijas siempre que le expresen su verdadero amor. Sabiendo que su respuesta la acercará más al trono, Gonerilda profesa: "Señor, lo amo más de lo que las palabras pueden manejar el asunto" (1.1. 53). No tiene reservas sobre mentirle a su padre.
Finalmente comienza a mostrar su carácter malicioso cuando Lear pide quedarse con ella y su esposo. Ella le dice que envíe lejos a sus caballeros y sirvientes porque son demasiado ruidosos y demasiado numerosos. Lívido de que le falten el respeto, Lear la maldice y se va.
Gonerilda, la esposa del duque de Albania (un nombre arcaico para Escocia), tiene una relación íntima con Edmundo, una que puede haberse jugado en las ediciones anteriores de El rey Lear. Ella escribe una nota animando a Edmundo a matar a su marido y casarse con ella, pero se descubre. En el acto final, Gonerilda descubre que Regania también desea a Edmundo y envenena la bebida de su hermana, matándola. Sin embargo, una vez que Edmundo es herido de muerte, Gonerilda sale del escenario y se suicida.
Si bien las razones del odio de Gonerilda hacia su padre nunca se explican explícitamente en el texto, Stephen Reid plantea la hipótesis de que Gonerilda, como la hija mayor, odia a su padre porque favorece a Cordelia sobre ella. A los ojos de Reid, "el rechazo real de Lear a una hija, Cordelia, despertó en Gonerilda y Regania los vagos recuerdos de su pasado y la amargura reprimida durante mucho tiempo por su rechazo de ellos, una amargura que nunca habían podido expresar o comprender términos".